# Bruno Canino
Bruno Canino (Napoli, 30 dicembre 1935) è un pianista, clavicembalista e compositore italiano.

## Biografia
Nasce a Napoli, nel quartiere Vomero. Il padre, ingegnere appassionato di musica e pianista dilettante, lo porta spesso al Teatro San Carlo ad ascoltare l’opera. Il giovanissimo Canino si appassiona ben presto al melodramma di Giacomo Puccini e Giuseppe Verdi. In casa c’è un pianoforte e dopo un anno di studi d’autodidatta con l'ausilio del padre, diviene allievo di Vincenzo Vitale, insigne maestro napoletano, con il quale porta a termine il compimento inferiore presso il Conservatorio San Pietro a Majella. Completa gli studi sotto la guida di Enzo Calace presso il conservatorio di Milano, dove studia composizione con Bruno Bettinelli. Sin da subito considerato uno dei migliori pianisti accompagnatori in circolazione, si è distinto anche come concertista nei concorsi internazionali di Bolzano ("Ferruccio Busoni") e di Darmstadt alla fine degli anni cinquanta.
Ha iniziato poi una lunga carriera di concertista e camerista in tutto il mondo, durante la quale ha collaborato con artisti come Cathy Berberian, Severino Gazzelloni, Itzhak Perlman, Salvatore Accardo, Uto Ughi, András Schiff, Viktoria Mullova, con la quale vince il Premio Edison nel 1980, e David Garrett.
Ha suonato per numerosi anni in duo pianistico con Antonio Ballista e nel Trio di Milano (prima con Cesare Ferraresi, poi con Mariana Sirbu e Rocco Filippini. Ha frequentato con particolare assiduità il repertorio moderno e contemporaneo (Busoni, Berio, Stockhausen, Rihm, Kagel), collaborando anche con giovani strumentisti. Tra le sue registrazioni più importanti: le Variazioni Goldberg di Johann Sebastian Bach, l'integrale dell'opera pianistica di Alfredo Casella e la prima integrale pianistica di Claude Debussy su compact disc.
È stato docente di pianoforte al conservatorio di Milano e alla Hochschule di Berna. Tiene regolarmente corsi di perfezionamento nelle istituzioni musicali in tutto il mondo. Attualmente è docente di musica da Scuola di musica di Fiesole e ha insegnato alla Escuela Reina Sofia.
Ha esercitato inoltre l'attività di direttore artistico presso alcuni enti (come la Giovine Orchestra Genovese, dal 1986 al 1995), e nel 1999-2002 è stato direttore musicale della Biennale di Venezia.
È sposato ed ha tre figli: Barbara, Giovanni e Serena. Solo l'ultimogenita Serena ha seguito le orme paterne.